# Montady
Montady este o comună în departamentul Hérault din sudul Franței. În 2009 avea o populație de 3.929 de locuitori.

## Evoluția populației
| An        | 1975  | 1982  | 1990  | 1999  | 2006  | 2009  |
| --------- | ----- | ----- | ----- | ----- | ----- | ----- |
| Populație | 1.310 | 1.635 | 2.070 | 2.533 | 3.681 | 3.929 |